# Bélapátfalvai ciszterci kolostor

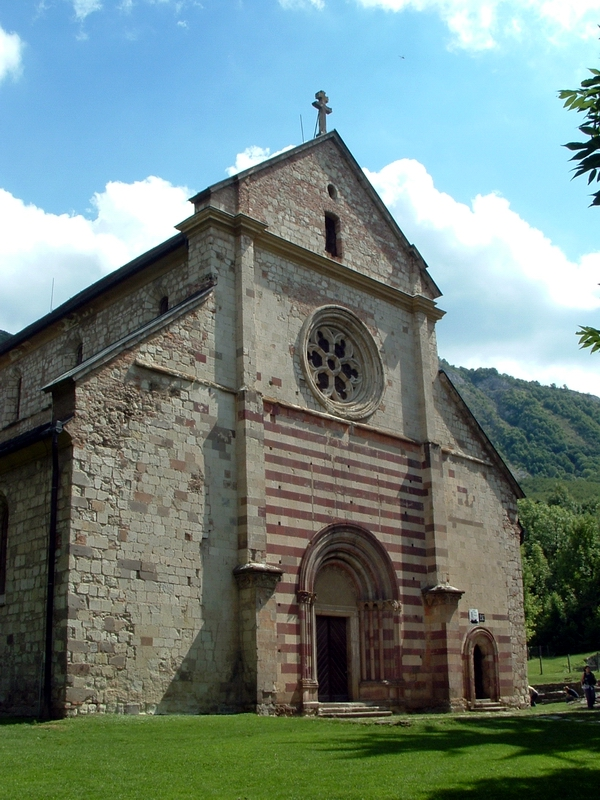
Az apátsági templom bejárata

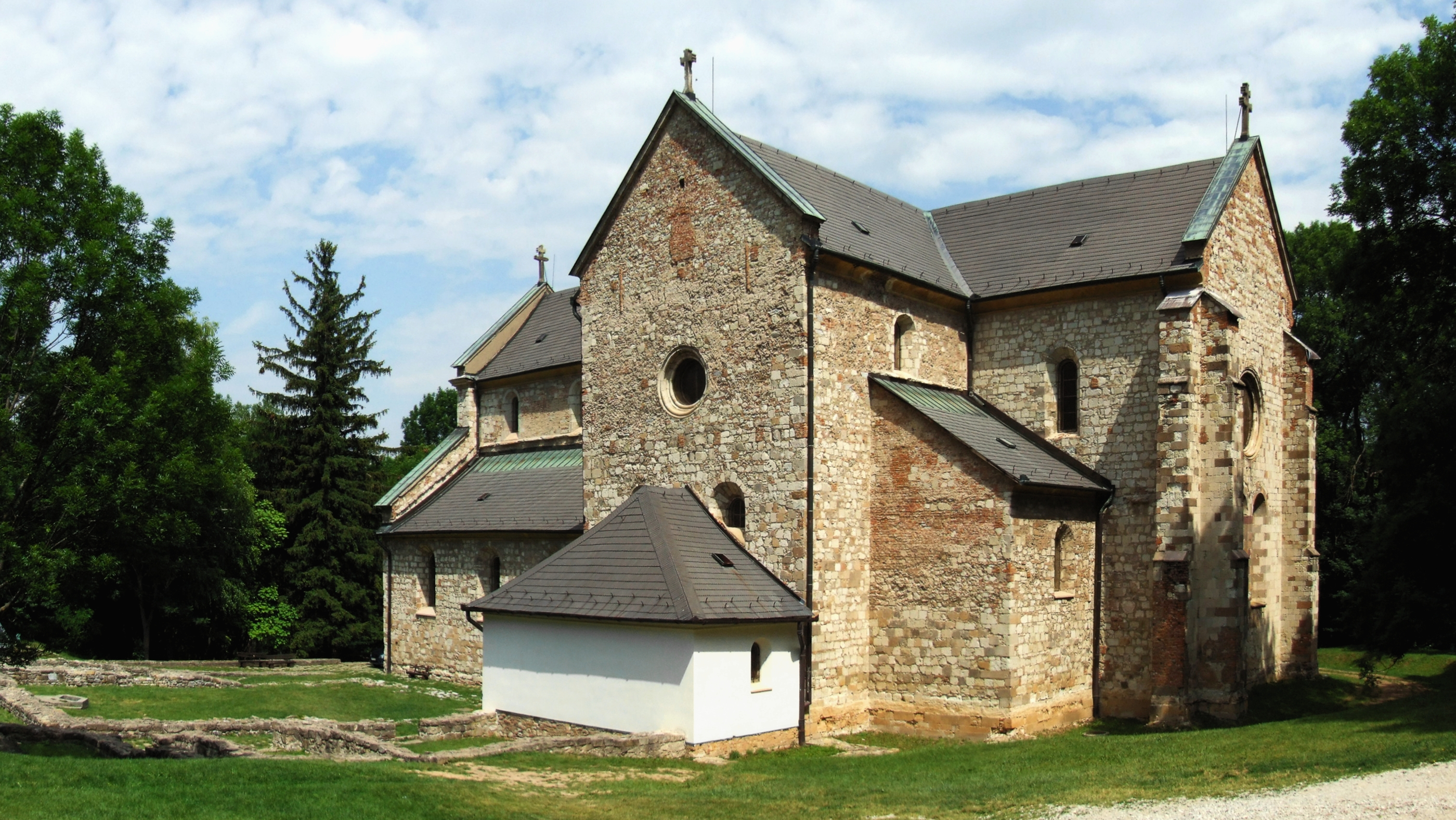
A templom oldalról

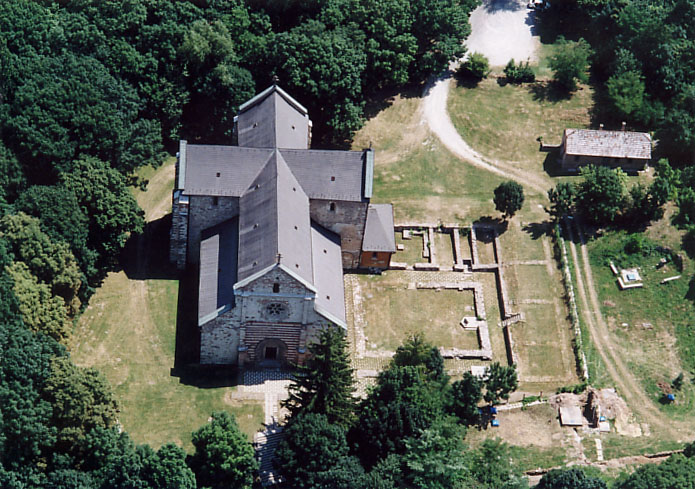
A templom madártávlatból

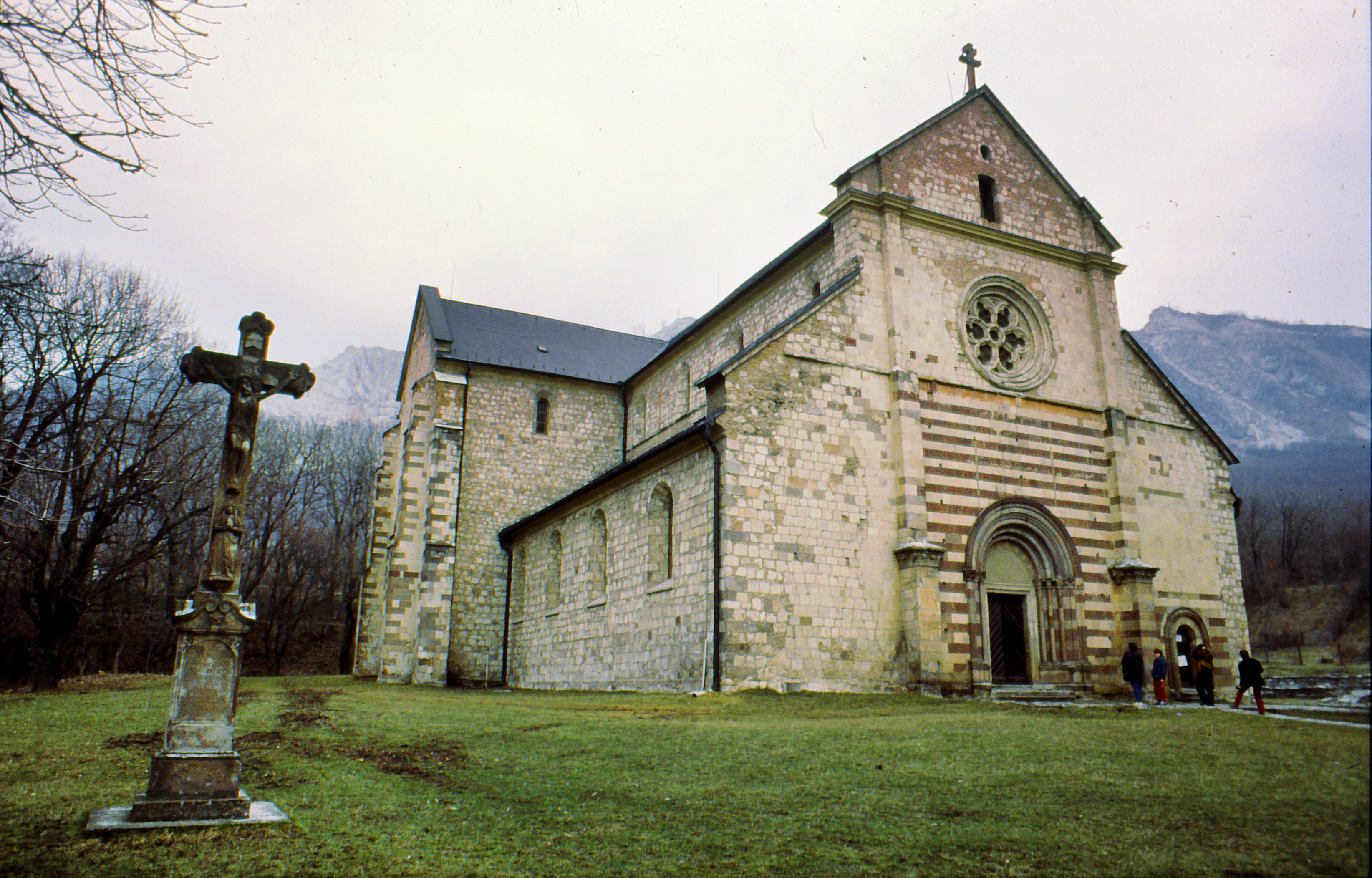
A templom a Bélkő heggyel

A bélapátfalvi ciszterci kolostor a 815 m magas Bél-kő lábánál, egy erdős-ligetes emelkedésen fakadó forrás (Háromkút) mellett található. Ez Magyarország egyedüli épségben megmaradt romanikus stílusú ciszterci apátsági temploma, amely 1232-től kezdve épült. A monostor, amely a templom mellett állt, már korábban megépült. A késő romanika stílusában épült templomot a 14-15. században gótikus stílusban átépítették. A nyeregtetős, háromhajós és kereszthajós templom torony nélkül épült. Nyugati, főhomlokzatán nyílik a nagyméretű, bélletes kapu a főhajón, afölött található a rózsaablak, a jobb oldali mellékhajóba pedig a laikus testvérek bejárata nyílik. Keleti végéhez a 18. században kontytetős, barokk sekrestyeházat építettek.
Az apátság temploma nemzetközileg is elismert műemléki és történeti nevezetesség. Védőszentjeként a Nagyboldogasszonyt tartják számon.

## Rövid történet

### Alapítás, középkor
A Bélkő hegy aljában, és az Egri egyházmegye tulajdonában lévő Háromkútról (Trium Fontium) nevezett és a Boldogságos Szűz tiszteletére szentelt ciszterci apátságot az 1232. május 16-án keltezett alapítólevél tanúsága szerint II. Kilit egri püspök alapította. II. Kilit Bél nemzetségből származott, és a középkorban Bélháromkútnak nevezett apátságot alighanem családi monostornak szánta. Anyaapátsága a III. Béla király által alapított (1184) pilisi (pilisszentkereszti) ciszterci monostor volt.
Az alapító gazdag birtokadományokat juttatott a bélháromkúti kolostornak, amelynek építését 1241-ben megszakította a tatárjárás. Ahogy egy 1245. évi oklevélből kitűnik, a monostor mellett is folytak harcok. A tatárjárásig felépült a monostor keleti szárnya, míg a templomnak csak a homlokfalai készültek el.  A tatárjárás után másik építőműhely folytatta az építkezést, ami az egyes építészeti elemek különbözőségén is kitűnik. 1246-ban a monostor készen állhatott és szerzetesek éltek benne. 1495-ben az apátság csere útján Bakócz Tamás, egri püspök kezelésébe került, amely időszaktól fogva az egri püspökség alá tartozott, és a szerzetesek továbbra is itt élhettek. A középkor végén a kolostor, több más ciszterci apátsághoz hasonlóan kezdett elnéptelenedni. 1503-ban például a perjellel együtt csak három szerzetes élt a falak között. 1530-as évekre teljesen elnéptelenedett az apátság, miután a református hitre tért Perényi Péter elfoglalta az egri püspöki birtokokat. Perényi halála után I. Ferdinánd szerezte meg az egri püspökségi váruradalmat, amelynek része volt a bélháromkúti apátsági birtok is. Amikor 1596-ban Eger török kézre került, ennek a vidéknek is megcsappant a népessége.

### Újkor
A kolostor 1678-ban az egri káptalan kezébe került vissza, ezt követően pedig 1700-ban I. Lipót rendeletére az egri papnevelő intézet kezelésébe került az intézmény, azzal együtt is, hogy egy 1696-ban kelt leírás a templomnak már csak álló falairól beszélt, sőt egy 1720-ból való okirat is templomromokat említ.
A templom helyreállításának kezdeményezése és erkölcsi előkészítése egy bizonyos Baranyi István remetének a nevéhez fűződik. Az építési munkálatok 1732-ben kezdődtek el, és 1745-ben szentelte fel gróf Endrődy Gábor egri püspök a három szakaszban újjáépített templomot. Elsőként a déli mellékhajó, mellékszentélyek falai, a főszentély került felújításra, kiegészítésre. Második szakaszban a templom boltozata, és az orgonakarzata készült el, míg a harmadik szakaszban épült újjá a sekrestye.

### XX. századi helyreállítás
1934-ben Lux Kálmán vezetésével kezdődött meg a műemléki helyreállítási munkálat, amely a háború miatt legközelebb már csak 1953–1954-ben folytatódhatott Szakál Ernő kőszobrász és restaurátor irányításával. A templom külső helyreállítását dr. Rados Jenő professzor tervei alapján végezték 1964-ben. 1964. és 1966. között Valter Ilona régész vezetésével tárták föl a kolostor alapfalait, melyek egy 21×17 méteres teret zártak közre. 2024. évben az apátság nagy rekonstrukciója zajlik, ezért nem látogatható. Kikerülnek a korábbi padok, megszüntetésre kerül a barokk berendezés nagy része így a szószék is. A padlózat cseréje is megtörténik. Az apátságban talált emberi (főméltóság vagy szerzetesi) maradványok múzeumi tárolókba kerültek elszállításra a lakosság nemtetszését kiváltva. A korábbi barokk orgona is lecserélésre kerül melyet a helyi lakosság közadakozásból újíttatott fel a 2000-es években. Épül mellé a növekvő turizmust kiszolgáló épületegyüttes. A tervekben eredetileg szereplő várva várt díszkút építése is elmarad. A nagyközönség a felújított apátságot előre nem látható időben látogathatja újra. A jelentős csúszásban lévő felújítás befejezése várhatóan nem az eredeti tervek szerint végződik majd.

## A kolostor építészeti leírása
A kolostor temploma jellegzetes ciszterci jellegű építmény (ennek megfelelően nincs tornya). Alaprajza latin keresztet formáz, bazilikális elrendezésű, azaz a középhajó magasabb, mint a két mellékhajó. A templom nyugati homlokzata előtt félnyeregtetős előcsarnok is épült, ez azonban nem maradt meg, alapfalait a régészeti ásatás hozta napvilágra. A szépen faragott kváderkövekből rakott homlokzat egyik dísze a rózsaablak, a másik pedig a vörös és szürke színű kövekből rakott sorok ritmikus váltakozása (azon a falszakaszon, amely eredetileg az előcsarnokhoz tartozott. A díszesebb főkapu és a laikus testvérek bejárására szolgáló, egyszerű déli mellékkapu a középkorban az előcsarnokból nyílt, ahová a laikus testvérek (conversusok) nagyterméből lehetett bejutni. A templom belső tere tágas, egyenletesen megvilágított. A nyugati oldalon karzat van, amely eredetileg az alapító nemzetség tagjai számára készült, annak tagjai ott hallgathatták a misét. A mai boltozat barokk jellegű, a középkorban magasabb ívelésű, csúcsíves, bordás keresztboltozat fedte a templomhajókat. A mai berendezés barokk, a középkori berendezés ugyanis elpusztult.
A templomhoz délről kapcsolódott az emeletes kolostor, amelynek ma már csak némileg fölfalazott alapfalai láthatók. A kerengő hosszúkás. A déli kereszthajó nyugati falában látható az elfalazott könyvtárfülke, ahol kivehető az egykori polcok helye. A sekrestye melletti helyiség volt a káptalanterem, mellette a fogadóterem, a sarkon pedig a nagy szerzetesi munkaterem, amelyben a forrást találjuk. Ennek vizét csatornán keresztül vezették az udvaron épült kútházba. A déli szárnyon a melegedő és a konyha között volt az ebédlő (refektórium). A templomtól délkeletre, hajdani erdészházban kiállítás mutatja be a kolostor történetét, és egy hajdan itt működött kőedénygyár legszebb termékeit.